# Borsx
El borsx (en ucraïnès: борщ, transcrit: borsx o borxtx), és una sopa originària d'Ucraïna i molt popular a l'Europa Oriental (en particular a Ucraïna, Belarús, Polònia, Lituània i Rússia). També és comú entre la comunitat jueva asquenazita al nord-est dels EUA procedents d'Ucraïna, i al Canadà, on hi ha una important comunitat d'ucraïnesos.
Es pren sovint calenta i acompanyada per nata agra (smetana, que sol ser lleugerament dolça) i condimentada amb anet fresc de l'hort. També pot ser freda, en la variant d'estiu. La varietat més coneguda d'aquesta sopa té un color roig característic, per la utilització de la remolatxa en la preparació. Tanmateix, hi ha altres variants de la borsx, algunes sense remolatxa, com ara el borsx verd, que conté agrella.
El borsx sovint té un paper destacat en diverses tradicions religioses, com ara l'ortodoxa, la catòlica romana i la grega, i la jueva, que són corrents a l'Europa de l'Est, i també en la grecocatòlica ucraïnesa.

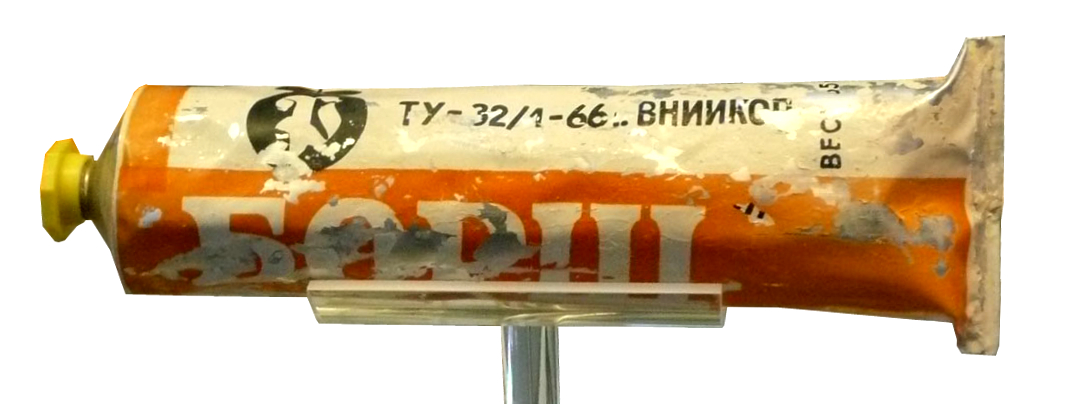
Aliment d'astronautes

## Curiositats

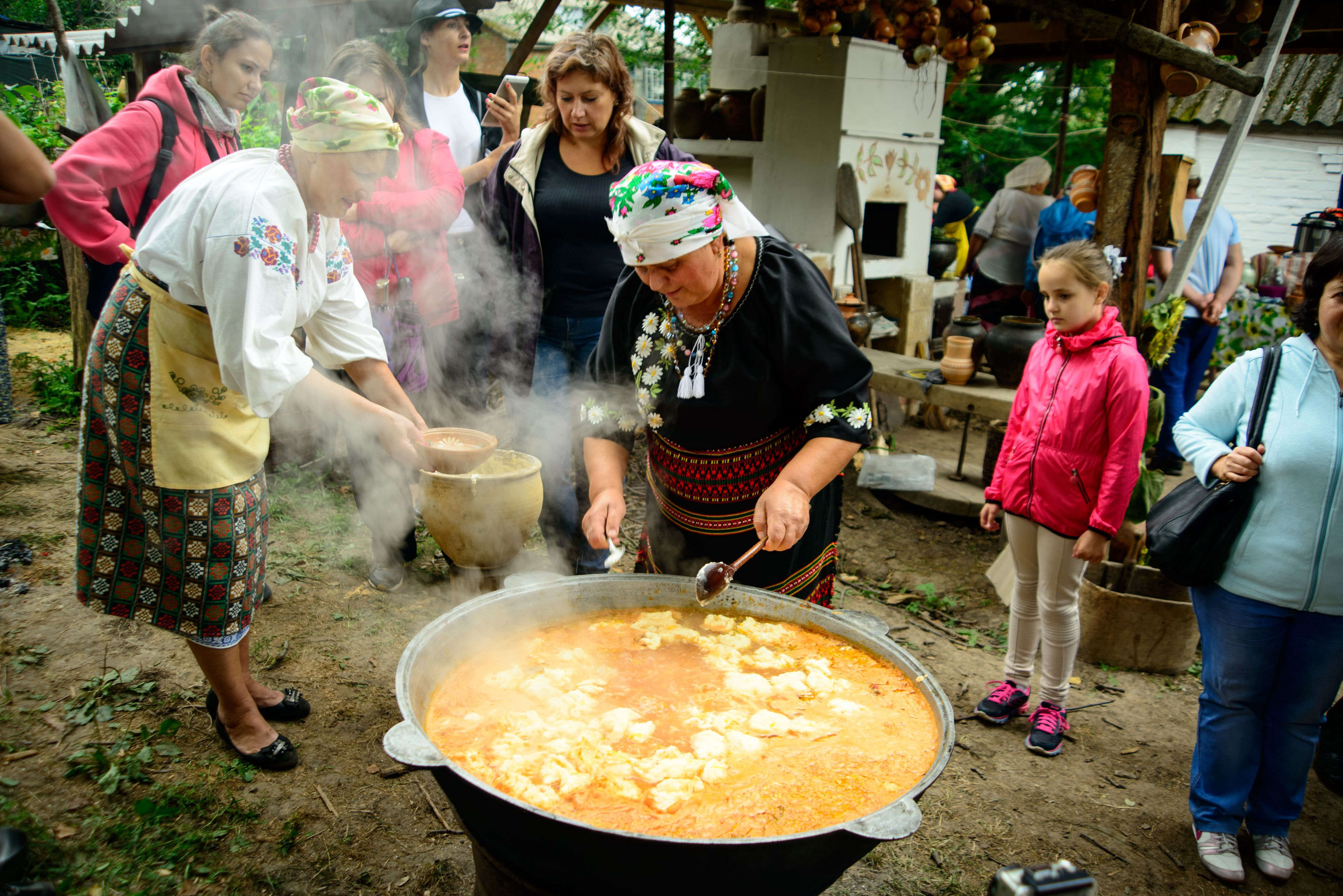
Wikiexpedition a la festa del borsx

Es diu que l'astronauta Iuri Gagarin, la primera persona que va viatjar a l'espai, es va alimentar de conserves de sopa borsx durant la seva primera missió l'any 1961. I que Leonid Bréjnev, l'històric secretari general de Partit Comunista de l'URSS, prenia cada dia un plat d'aquesta sopa i li atribuïa beneficis incontestables per a la salut.

## Ingredients
Els típics ingredients del típic borsx ucraïnès són la remolatxa (o en el cas del borsx verd, l'agrella), patata, col, ceba, pastanaga i carn de vedella o de porc, entre d'altres.
Se sol acompanyar normalment de horivka o horilka (vodka), un gra d'all (que es menja cru i a part) i panets que s'anomenen pampuixkes.

## La recepta[9]
1. Prepareu un brou amb aigua, costella de vedella, os d'espinada de porc i tall de porc.
2. Afegiu-hi una ceba sencera, una fulla de llorer, uns grans de pebre negre i un pessic de sal.
3. Feu bullir el brou a foc molt baix, unes 4 hores, fins que els ossos es facin blancs.
4. Entretant prepareu les verdures: talleu la ceba menuda, la pastanaga en bastonets, els tomàquets pelats i en dauets, en tires un tros de pebrot vermell, i les remolatxes pelades i en bastonets.
5. En una paella amb una mica d'oli, daureu la ceba a foc mitjà o alt. Deixeu que agafi color.
6. Afegiu-hi la pastanaga i deixeu que es cogui un parell de minuts.
7. Afegiu-hi la remolatxa i deixeu-la coure uns pocs minuts.
8. Afegiu-hi el tomàquet i deixeu-lo coure un parell de minuts.
9. Afegiu-hi el tomàquet concentrat i sofregiu-lo uns minuts.
10. Afegiu-hi uns 300 ml d'aigua, i a foc baix, deixeu-ho fer xup-xup uns 50 minuts.
11. Passades les 4 hores, quan el brou estigui fet, coleu el líquid.
12. Separeu la carn de vedella i porc i retireu la ceba i el pebrot.
13. Deixeu refredar la carn per poder manipular-la, despreneu-la dels ossos, talleu-la en bocinets i torneu-la a afegir al brou.
14. Talleu la col en juliana petita i afegiu-la al brou. Cogueu-ho 10 minuts.
15. Talleu la patata en petits cubs i afegiu-la al brou. S'ha de coure també uns 10 minuts.
16. Afegiu les verdures de la paella. Si cal, afegiu-hi més aigua.
17. Cuineu-ho tot junt 5 minuts i després retireu-ho del foc.
18. Piqueu un grill d'all, unes branques d'anet i unes de julivert i afegiu-ho també. Salpebreu-ho.
19. Afegiu mitja cullerada de vinagre de vi blanc, tapeu-ho i deixeu-ho reposar uns 15 minuts com a mínim abans de servir.
20. Serviu-ho calent amb una cullerada de nata fresca.

Recentment la UNESCO ha declarat la recepta del borsx ucraïnès patrimoni cultural immaterial de la humanitat.